# Мысовое (Ленинский район)
Мысово́е (до 1945 года Казанти́п; укр. Мисове, крымскотат. Qazan Tip, Къазан Тип) — село в Ленинском районе Республики Крым, центр Мысовского сельского поселенияАвтономной Республики Крым).

## Население
| 2001 | 2014 |
| ---- | ---- |
| 505  | ↘429 |

Всеукраинская перепись 2001 года показала следующее распределение по носителям языка
| Язык             | Процент |
| ---------------- | ------- |
| русский          | 84.55   |
| украинский       | 11.88   |
| крымскотатарский | 2.77    |
| другие           | 0.6     |

### Динамика численности
| - 1864 год — 207 чел. - 1889 год — 64 чел. - 1892 год — 237 чел. - 1902 год — 340 чел. - 1915 год — 1/526 чел. - 1926 год — 354 чел. | - 1974 год — 1919 чел. - 1989 год — 729 чел. - 2001 год — 505 чел. - 2009 год — 500 чел. - 2014 год — 429 чел. |

## Современное состояние
На 2017 год в Мысовом числится 18 улиц и 3 переулка; на 2009 год, по данным сельсовета, село занимало площадь 1,5 тысяч гектаров на которой, в 279 дворах, проживало 500 человек. В селе действует сельский Дом культуры, библиотека. В центре села в 1967 году установлен памятный знак в честь воинов — односельчан, погибших в годы Великой Отечественной войны, объекто культурного наследия. На монументе вписаны около 80 фамилий погибших.

## География
Мысовое расположено на севере Керченского полуострова, на мысе Казантип, практически на уровне моря, высота центра села отмечается 0 м. Находится примерно в 21 километре (по шоссе) от районного центра Ленино, там же ближайшая железнодорожная станция Семь колодезей (на линии Джанкой — Керчь).

## История
Впервые в доступных источниках селение встречается, как русская часть, в «Списке населённых мест Таврической губернии по сведениям 1864 года», составленном по результатам VIII ревизии 1864 года, согласно которому Казантип — владельческая татарская и русская деревня с 43 дворами, 207 жителями и рыбными заводами на берегу моря и при Акташском соляном озере в составе Петровской волости Феодосийского уезда. На трёхверстовой карте Шуберта 1865—1876 года в деревне Новый Казантип обозначен 21 двор. По «Памятной книге Таврической губернии 1889 года», по результатам Х ревизии 1887 года, в деревне Казантип Русский числилось 17 дворов и 64 жителя. В «…Памятной книжке Таврической губернии на 1892 год» записаны две деревни — Казантип, входивший в Ташлыярское сельское общество, в котором числилось 112 жителей в 23 домохозяйствах и Казантип, не входивший в сельское общество — в нём 125 жителей, домохозяйств не имеющих, но точно определить, который русский или татарский пока невозможно. На верстовой карте Крыма 1896 года в селении обозначено 52 двора с русским населением. По «…Памятной книжке Таврической губернии на 1902 год» уже в одной деревне Казантин, входившей в Ташлыярское сельское общество, числилось 340 жителей в 35 домохозяйствах. По Статистическому справочнику Таврической губернии. Ч.II-я. Статистический очерк, выпуск пятый Феодосийский уезд, 1915 год, в селе Казантип русский Петровской волости Феодосийского уезда числилось 80 дворов (78 дворов с землёй, 2 — безземельные) с русским населением в количестве 1-го человека приписных жителей и 526 «посторонних», из которых 271 мужчина и 256 женщин. Жители владели 10 десятинами удобной земли. В хозяйствах имелось 11 лошадей, 35 коров и 16 голов овец, свиней, или коз. Согласно списку 1915 года «…русских подданных из австрийских, венгерских или германских выходцев» землевладельцев, опубликованном в газете «Таврические губернские ведомости» в апреле 1915 года, при деревне Казантип значатся крымские немцы Нефф Вильгельм Антонович, владевший 75,5 десятинами земли и Симани Леонгард Натанаилович — 46,5 десятинами.
После установления в Крыму Советской власти, по постановлению Крымревкома, 25 декабря 1920 года был образован Керченский (степной) уезд, а, постановлением ревкома № 206 «Об изменении административных границ» от 8 января 1921 года была упразднена волостная система и село вошло в состав Петровского района Керченского уезда, а в 1922 году уезды получили название округов. 11 октября 1923 года, согласно постановлению ВЦИК, в административное деление Крымской АССР были внесены изменения, в результате которых округа были отменены, Керченский округ слили с Феодосийским, Петровский район упразднили, влив в Керченский район. Согласно Списку населённых пунктов Крымской АССР по Всесоюзной переписи 17 декабря 1926 года, в селе Казантип (русский), центре Казантипского сельсовета (в коем статусе село пребывает всю дальнейшую историю) Керченского района, числилось 98 дворов, из них 41 крестьянский, население составляло 354 человека (182 мужчины и 172 женщины). В национальном отношении учтено: 160 русских, 187 украинцев, 5 немцев, один белорус, действовала русская школа. Постановлением ВЦИК «О реорганизации сети районов Крымской АССР» от 30 октября 1930 года (по другим сведениям 15 сентября 1931 года) Керченский район упразднили и село включили в состав Ленинского. На подробной карте РККА Керченского полуострова 1941 года в Казантипе обозначено 100 дворов.
В годы Великой Отечественной войны, в ходе Керченско-Феодосийской десантной операции в январе—мае 1942 года в районе Казантипа вели наступательные и оборонительные бои части 51-й армии Крымского фронта. Погибших в этих боях 6 советских воинов похоронили в братской могиле. В послевоенное время на могиле установили памятник, постановлением Совета министров Республики Крым № 627 от 20 декабря 2016 года отнесённый к категории объектов культурного наследия России.
Указом Президиума Верховного Совета РСФСР от 21 августа 1945 года Казантип был переименован в Мысовое и Казантипский сельсовет — в Мысовский. С 25 июня 1946 года Мысовое в составе Крымской области РСФСР, а 26 апреля 1954 года Крымская область была передана из состава РСФСР в состав УССР. В 1957 году к Мысовому присоединили Рыбное и Афанасьево (согласно справочнику «Крымская область. Административно-территориальное деление на 1 января 1968 года» — в период с 1954 по 1968 годы). По данным переписи 1989 года в селе проживало 729 человек. С 12 февраля 1991 года село в восстановленной Крымской АССР, 26 февраля 1992 года переименованной в Автономную Республику Крым. С 21 марта 2014 года в составе Крыма вошло в состав Российской Федерации на основе волеизъявления местного населения Крыма.